# Gavia brodkorbi
Gavia brodkorbi (лат.) — вид вымерших птиц из семейства гагаровых. Описан в 1978 году по левой локтевой кости, найденной в отложениях Лагуны Нигел (штат Калифорния). В ноябре 2020 года эти отложения датируются тортонским — мессинским ярусами (11,63—5,333 млн лет назад).
Вид назван в честь Пирса Бродкорба, американского орнитолога и палеонтолога, в знак признательности за его труды, в частности — обзор по ископаемым гагарам.